# Żółnówka
Żółnówka – wieś na Ukrainie w rejonie tarnopolskim należącym do obwodu tarnopolskiego.
Znajduje tu się przystanek kolejowy Żołnówka, położony na linii Tarnopol – Stryj.
Do 2020 w rejonie brzeżańskim.